# Русская дореформенная орфография
Ру́сская дорефо́рменная орфогра́фия (часто дореволюцио́нная орфогра́фия, реже традицио́нная орфогра́фия) — орфография русского языка, действовавшая до её реформы в 1918 году и сохранявшаяся позже на территориях белых правительств в России и в белоэмигрантских изданиях. Началом русской дореформенной орфографии можно считать введение гражданского шрифта Петром I.
Единой общепризнанной нормы дореформенной орфографии (подобной советскому своду 1956 года) не существовало. Правописание последнего полувека перед революцией 1917 года (1870—1910-е годы) было нормировано в большей степени, чем орфография первой трети XIX века и особенно XVIII века. Наиболее авторитетные (хотя и не полностью соблюдавшиеся в выходившей тогда печати) пособия и своды правил по русской дореформенной орфографии связаны с именем академика Я. К. Грота. Они относятся именно к последнему стабильному 50-летию существования дореформенной орфографии.

## Отличия дореформенной орфографии от современной

### Пример
Статья 1 «Всеобщей декларации прав человека» в двух орфографиях будет выглядеть так:
| Дореформенная орфография | Современная орфография |
| --- | --- |
| Всѣ люди рождаются свободными и равными въ своёмъ достоинствѣ и правахъ. Они надѣлены разумомъ и совѣстью и должны поступать въ отношеніи другъ друга въ духѣ братства. | Все люди рождаются свободными и равными в своём достоинстве и правах. Они наделены разумом и совестью и должны поступать в отношении друг друга в духе братства. |

### Азбука

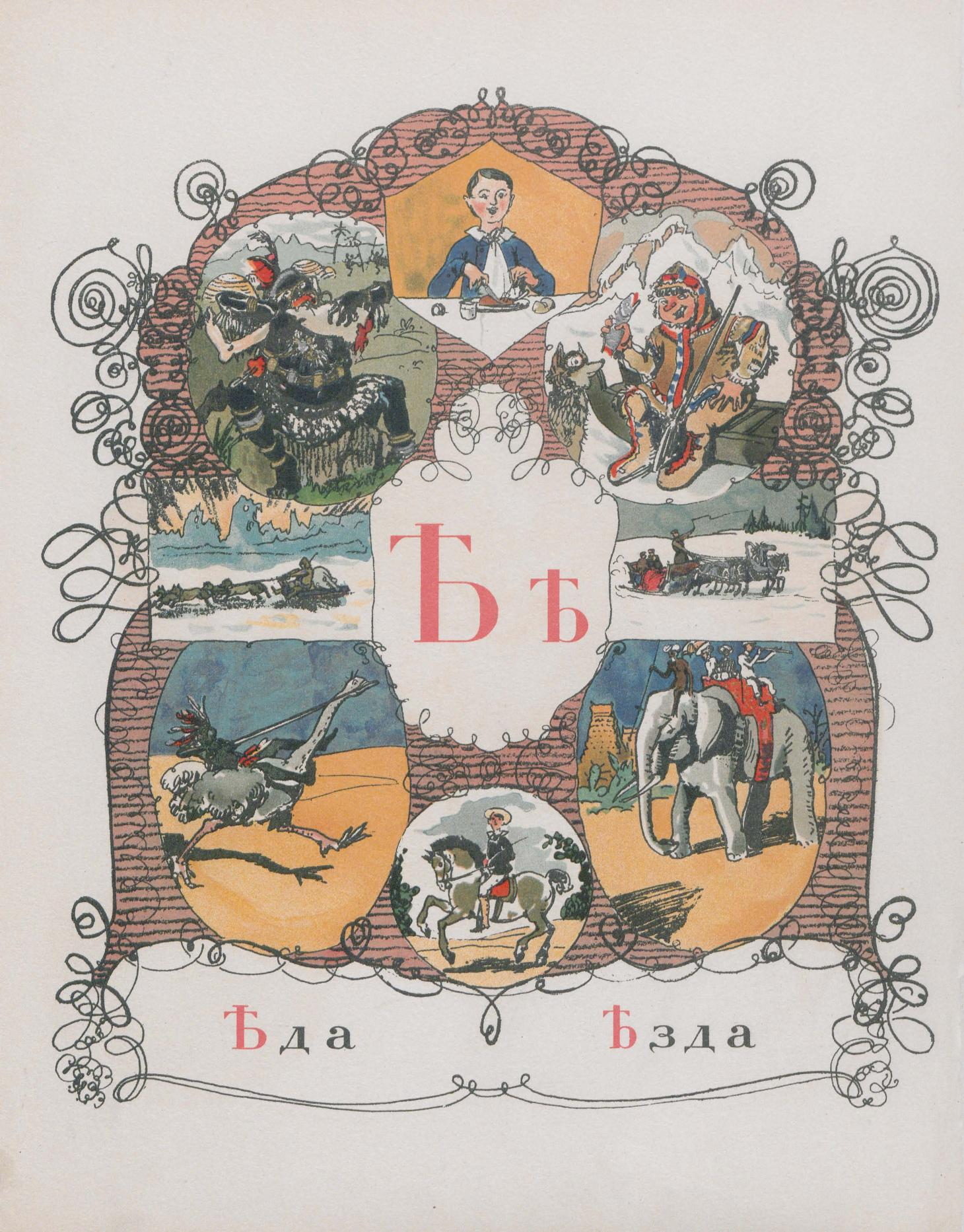
Страница с буквой ять из «Азбуки в картинках» А. Н. Бенуа, 1904

До революции русская азбука насчитывала 35 букв:
1. А
2. Б
3. В
4. Г
5. Д
6. Е
7. Ж
8. З
9. И (и восьмеричное)
10. І (и десятеричное)
11. К
12. Л
13. М
14. Н
15. О
16. П
17. Р
18. С
19. Т
20. У
21. Ф
22. Х
23. Ц
24. Ч
25. Ш
26. Щ
27. Ъ (еръ)
28. Ы (еры)
29. Ь (ерь)
30. Ѣ (ять)
31. Э
32. Ю
33. Я
34. Ѳ (ѳита)
35. Ѵ (ижица)

В азбуку входили 4 упразднённые буквы: и десятеричное, ять, фита и ижица, но не входили буквы Ё и Й. Ижица формально не была упразднена при реформе 1918 года: в декрете о реформе орфографии она не упоминается, поскольку и до реформы она уже почти не употреблялась.
Первоначально использовались церковнославянские названия букв. С конца XVIII века с учреждением народных училищ стали использоваться названия букв, подобные латинским и к концу XIX века вытеснившие прежние. Новые названия были идентичны современным (однако после согласных в них писали не Э, а Е), за исключением е́ра, еры́ (Ы, нескл.: не путать с им. и вин. п. мн. ч. буквы ер — е́ры), е́ря, я́тя, фиты́ и и́жицы. Буквы И и І назывались и восьмеричное (также и́же) и и десятери́чное — в соответствии с их числовым значением в церковнославянской азбуке. В церковно-приходских школах по-прежнему использовались церковнославянские названия букв.
Буквы Ё и Й лишь формально не входили в азбуку, но употреблялись точно так же, как и сейчас. Буква Й называлась «и съ краткой». Также в конце XIX века Грот предлагал, по аналогии с Ё, ввести букву Ӭ (Э с умлаутом) для передачи французского eu и немецкого Ö (O с умлаутом, звук ø), а также английского закрытого U (звуки ɜː и ʌ), но в общую практику эта новация не вошла.

### Правила употребления твёрдого знака
Твёрдый знак отделял приставку, заканчивавшуюся на согласную, не только от йотированной гласной (как сейчас — подъезд, предъюбилейный), но и от Э: отъэкзаменовать.
Кроме того, твёрдый знак (еръ) ставился после твёрдой согласной на конце слова: врачъ, пять алыхъ розъ, Фролъ Кузьмичъ.
После буквы Й твёрдый знак не писался, так как эта буква считалась полугласной: май, вой. Твёрдый знак также не добавлялся после сокращений и инициалов: 5 руб., Л. Н. Толстой.
При написании слов через дефис твёрдый знак сохранялся: изъ-за, контръ-адмиралъ, такъ-съ. Это правило иногда нарушалось при транскрипции иностранных имён собственных, например Абд-ул-азизъ, Дер-тенгъ.
За исключением отделения приставки от йотированной гласной, буква Ъ не читалась и не влияла на чтение других букв.
Название «твёрдый знак» (в старой орфографии «твёрдый знакъ») появилось в конце XIX века, до этого буква называлась «еръ».

### Правила употребления упразднённых букв

#### И десятеричное
И десятери́чное (І) читалось как И, иногда в начале слова как j’. Употреблялось перед гласными (в том числе и перед Й, которая считалась полугласной: кій, убійца), а также в слове міръ в значении «окружающий мир, вселенная» (и образованных от него) для отличия от слова миръ «отсутствие войны». Согласно народной этимологии так же писали Владиміръ, однако академиком Гротом предписывалось писать Владимиръ. Исключения составляли только сложные слова, первая часть которых оканчивалась на И: пятиаршинный, семиэтажный, восьмиугольникъ, а также приставка наи- (наиужаснѣйшій), отрицательные местоимения, начинавшиеся с ни- (ниоткуда) и т. п.

#### Ять
Бѣлый, блѣдный, бѣдный бѣсъ

Убѣжалъ голодный въ лѣсъ.

Лѣшимъ по лѣсу онъ бѣгалъ,

Рѣдькой съ хрѣномъ пообѣдалъ

И за горькій тотъ обѣдъ

Далъ обѣтъ надѣлать бѣдъ.

Вѣдай, братъ, что клѣть и клѣтка,

Рѣшето, рѣшетка, сѣтка,

Вѣжа и желѣзо съ ять, —

Такъ и надобно писать.

Наши вѣки и рѣсницы

Защищаютъ глазъ зѣницы,

Вѣки жмуритъ цѣлый вѣкъ

Ночью каждый человѣкъ…

Вѣтеръ вѣтки поломалъ,

Нѣмецъ вѣники связалъ,

Свѣсилъ вѣрно при промѣнѣ,

За двѣ гривны продалъ въ Вѣнѣ.

Днѣпръ и Днѣстръ, какъ всѣмъ извѣстно,

Двѣ рѣки въ сосѣдствѣ тѣсномъ,

Дѣлитъ области ихъ Бугъ,

Рѣжетъ съ сѣвера на югъ.

Кто тамъ гнѣвно свирѣпѣетъ?

Крѣпко сѣтовать такъ смѣетъ?

Надо мирно споръ рѣшить

И другъ друга убѣдить…

Птичьи гнѣзда грѣхъ зорить,

Грѣхъ напрасно хлѣбъ сорить,

Надъ калѣкой грѣхъ смѣяться,

Надъ увѣчнымъ издѣваться…
В части случаев на месте нынешней Е, а в отдельных случаях и на месте Ё писался ять (Ѣ), который передавал звук ј’э и в общем совпадал по звучанию с буквой Е. Простых правил употребления ятя не было, многое приходилось заучивать.

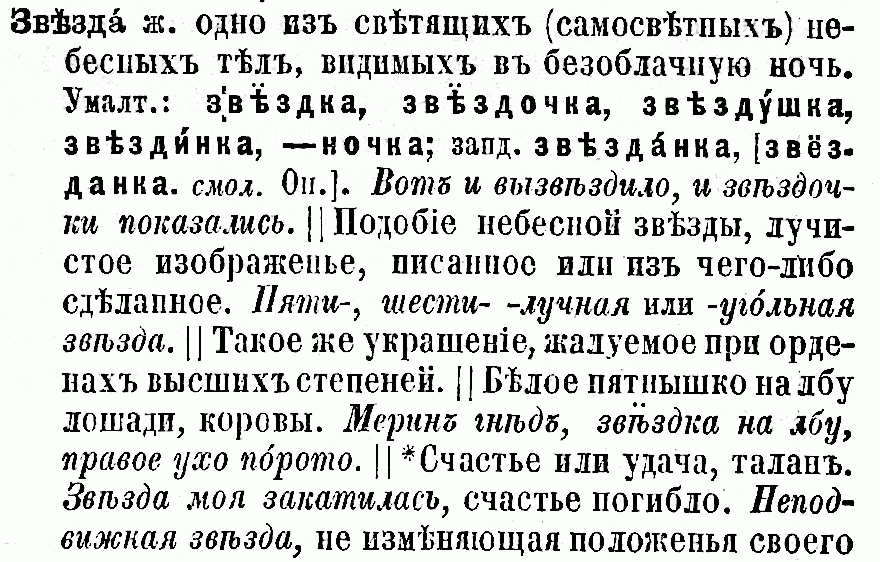
Яти с двумя точками — подобно букве ё — в статье «Звезда» «Толкового словаря живого великорусского языка» Владимира Даля

- Было около 130 корней слов русского языка, в которых писался ять. Эти корни надо было запоминать. Для многих корней были дополнительные правила их употребления. Так, например, слово вѣдать писалось через ять. Как однокоренные с ним, писались через ять такие слова, как вѣсть, повѣсть, невѣжда. Но глагол вести/веду писался через Е. При этом слова совѣсть, вѣжливый, невѣжа писались через ять.
  - Имена собственные, образованные от этих корней, также писались через ять, например Вѣра.
  - В нескольких из этих корней буква Е чередовалась с Ё. Это и были слова, где на месте нынешней Ё стоял ять. Владимир Даль предлагал в таком случае ставить две точки и над ятем, как если бы это была Ё: звѣзда — звѣ̈здочка[10].
- Кроме того, во всех польских географических названиях сочетание ie передавалось через ять.
- Кроме того, было ещё около 15 заимствованных слов, в корнях которых писалась ять: некоторые личные имена, географические названия (кроме польских), названия народов, а также месяц апрѣль.
- Были также правила написания буквы ять в приставках, суффиксах и окончаниях.
- Кроме того, были свои правила написания буквы ять в предлогах, местоимениях, числительных. Производные от слов через ять также писались через ять, например: всѣ — всѣми, однѣ — однѣми.
- В наречиях, кончавшихся в современном написании на е, писался ять. Из этого правила было более 20 исключений, которые следовало запомнить.
- Фамилии писались в соответствии со словом, от которого фамилия была образована.
- В суффиксах превосходной и сравнительной степени прилагательных и наречий -ѣе (-ѣй) и -ѣйш-: быстрѣе, сильнѣе, быстрѣйшій, сильнѣйшій;

В двух словах ять писался на месте нынешней и. Это слова они и одни во множественном числе женского рода: двѣ дѣвочки остались однѣ, но мальчикъ и дѣвочка остались одни.
В некоторых случаях современная Е могла как переходить, так и не переходить в ять в зависимости от значения слова. Так, форма глагола быть в 3-м лице единственного числа писалась через букву е — в отличие от глагола ѣсть (питаться). Аналогичное смыслоразличительное значение имело написание пар всѣ — все (последнее слово означало «всё»), нѣкогда (когда-то) — некогда (нет времени), нѣгдѣ (где-то) — негдѣ (нет места).
Чтобы было легче выучить список корней с ятем, были придуманы особые стихи (см. врезку).

#### Фита
Фита́ (Ѳ) читалась как Ф и употреблялась в словах, пришедших в русский (или ранее в церковнославянский) напрямую из греческого языка, вместо греческой буквы тета (Θ). Общеупотребительных слов с этой буквой было немного:
- Имена собственные:
  - Агаѳа́нгелъ
  - Агаѳо́клъ
  - Агаѳо́нъ
  - Ага́ѳья
  - Антисѳе́нъ
  - Анѳи́мъ
  - Анѳи́са
  - Аре́ѳа
  - Аѳана́сій
  - Аѳи́на
  - Аѳиноге́нъ
  - Варѳоломе́й
  - Голіа́ѳъ
  - Демосѳе́нъ
  - Дороѳе́й
  - Досиѳе́й
  - Евѳи́мій
  - Евста́ѳій
  - Ероѳе́й
  - Есѳи́рь (Эсѳи́рь)
  - Іаки́нѳъ
  - Іонаѳа́нъ
  - Іоѳо́ръ
  - Клеа́нѳъ
  - Кса́нѳій
  - Ксанѳъ
  - Логоѳе́тъ
  - Ма́рѳа
  - Матѳе́й
  - Маѳусаи́лъ
  - Меѳо́дій
  - Наѳанаи́лъ
  - Парѳе́ній
  - Парѳено́нъ
  - Пиѳаго́ръ
  - Пи́ѳія
  - Руѳь
  - Савао́ѳъ
  - Тимоѳе́й
  - Филоѳе́й
  - Хриса́нѳъ
  - Эратосѳе́нъ
  - Юди́ѳь (Іуди́ѳь)
  - Ѳадде́й (но Фадѣ́евъ, Фадѣ́евичъ)
  - Ѳалале́й
  - Ѳама́рь (но Тамара)
  - Ѳеми́да
  - Ѳемисто́клъ
  - Ѳеогно́стъ
  - Ѳео́доръ (Ѳёдоръ
  - Ѳе́дя)
  - Ѳеодо́сій (Ѳедо́сій
  - Ѳедосѣ́й)
  - Ѳеодо́сія
  - Ѳеодо́тъ (Ѳедо́тъ)
  - Ѳеоду́лъ (Ѳеду́лъ)
  - Ѳео́кла (Ѳёкла)
  - Ѳеокти́стъ
  - Ѳео́на
  - Ѳеофа́нъ (но Фо́фанъ)
  - Ѳеофила́ктъ (Ѳила́тъ)
  - Ѳео́фи́лъ
  - Ѳерапо́нтъ
  - Ѳирсъ
  - Ѳома́
  - Ѳоми́нична
  - Ѳраси́махъ
- Географические названия:
  - Ака́нѳъ
  - Акроѳоонъ (Акроѳои)
  - Амаѳунтъ (Аматусъ)
  - Анаѳоѳъ
  - Анѳела
  - Анѳему́нтъ
  - Анѳи́лла
  - Аримаѳея
  - Аѳи́ны
  - Аѳо́нъ
  - Биса́нѳа (Родосто)
  - Борисѳе́нъ
  - Веѳиль
  - Веѳоро́нъ
  - Виѳавара́
  - Виѳфа́гія
  - Виѳа́нія
  - Виѳезда́
  - Виѳи́нія
  - Виѳлее́мъ (Ефра́ѳа)
  - Виѳсаи́да
  - Геѳсима́нія
  - Горайо́ѳъ (Горайотъ)
  - Голго́ѳа
  - Е́ѳамъ
  - За́кинѳъ
  - Ка́рпаѳъ
  - Карѳаге́нъ
  - Касѳанея
  - Киріаѳъ
  - Киѳера
  - Ки́ѳнъ
  - Кори́нѳъ
  - Кра́ѳисъ
  - Кса́нѳъ
  - Мараѳо́нъ
  - Ме́ѳимна
  - Оли́нѳъ
  - Па́рѳія
  - Парѳено́нъ
  - Пери́нѳъ
  - Тири́нѳъ
  - Тримиѳунтъ
  - Эри́манѳъ
  - Эри́ѳія
  - Эри́ѳры
  - Эѳіо́пія
  - Ѳаво́ръ
  - Ѳа́сосъ
  - Ѳеодоро́
  - Ѳеодо́сія
  - Ѳе́ра
  - Ѳермопи́лы
  - Ѳеспротія (Теспротія)
  - Ѳесса́лія
  - Ѳессало́ники (Сало́ни́ки)
  - Ѳи́вы
  - Ѳи́ссъ
  - Ѳіатира
  - Ѳра́кія
- Народы (и жители городов):
  - борисѳени́ты
  - кори́нѳяне
  - парѳя́не
  - ски́ѳы
  - эѳіо́пы, ѳива́не
- Имена нарицательные:
  - ана́ѳема
  - ака́ѳистъ
  - апоѳео́зъ
  - апоѳе́гма
  - ариѳме́тика
  - диѳира́мбъ
  - еѳимо́нъ (еѳимо́ны
  - меѳимо́нъ)
  - каѳоли́ческій (но католи́ческій)
  - ка́ѳедра
  - каѳи́зма
  - киѳа́ра
  - левіаѳа́нъ
  - ксанѳъ
  - логари́ѳмъ
  - мараѳо́нъ
  - миѳъ
  - миѳоло́гія
  - моноѳели́тство
  - орѳогра́фія
  - орѳоэ́пія
  - па́ѳосъ (страсть, но Па́фосъ — город на юго-западе Кипра)
  - ри́ѳма
  - эѳи́ръ
  - ѳиміа́мъ
  - ѳита́
- Ряд редких имён собственных также писали через фиту. Это более ста имён собственных из Ветхого Завета, например Аштеро́ѳъ-Карнаи́мъ (Быт. 14:5). Редкие греческие и еврейские названия: Елевѳеро́поль — древний город (руины) в Южной Палестине на дороге между Иерусалимом и Газой[11].

Поскольку слова с фитой пришли в церковнославянский (а затем и в русский) напрямую из греческого (в то время как в языки стран Западной Европы эти же слова попали посредством латыни), фита имеет обыкновение чередоваться с Т в заимствованиях из разных языков, в отличие от буквы Ф. Примеры: Ага́ѳья — Ага́та, Варѳоломе́й — Бартоломе́й, Ма́рѳа — Ма́рта, Матѳе́й — Мэ́ттью, Пиѳо́нъ — пито́нъ.
Фита пишется на месте греческой теты только в тех случаях, когда слово произносится через Ф. Если звук изменён, то и буква пишется другая. Например риѳма и ритмъ, Ѳома и Томъ, и другие слова, в которых произносится не Ф, а Т:
- амети́стъ (лат. amethystos)
- антипа́тія (лат. antipatheia)
- те́зисъ (лат. thesis)
- тіофе́нъ (лат. thiophen)
- и др.[12]

#### Ижица

Статья из орфографического указателя книги «Русская и церковнославянская этимология»

И́жица (Ѵ) читалась как И и к началу XX века писалась в светских (нецерковных) текстах по желанию. Большинство людей либо вообще не писали ижицу, либо писали её в словах церковной тематики греческого происхождения (где в греческом буква «ипсилон»): мѵ́ро, полѵеле́й, сѵ́мволъ (применительно к Сѵмволу Вѣры), сѵнодъ, ѵпакои́, ѵподіаконъ, ѵпостась.
В XVIII — начале XIX веков ижица употреблялась несколько чаще.
В текстах на церковнославянском языке гражданской печати (например, в молитвословах) круг слов, пишущихся через ижицу, был шире: она употреблялась соответственно церковнославянскому оригиналу. Так, ижица, калькируя греческую орфографию и фонологию, читалась как В — после букв А, Е, Э (например, еѵангелистъ, аѵгустъ) и как И — после остальных.

### Орфография отдельных морфем (приставок, падежных окончаний)
- Приставки, оканчивающиеся на з (из-, воз-, раз-, роз-, низ-), перед последующей с сохраняли з: разсказъ, разсуждать; возсоединить; изслѣдовать. Приставки без-, через- (чрез-) всегда имели на конце з: безполезный, безкровный, безтактный, безсонница; черезчуръ, чрезполосица.
- В том случае, если прилагательное, существительное адъективного склонения, местоимение, причастие или числительное в начальной форме оканчивалось на -ый, -ій (каждый, синій, бывшій, горькій, самый), то в родительном и винительном падежах мужского и среднего рода оно имело окончание -аго, -яго: каждаго, синяго, бывшаго, горькаго, самаго. Это относится и к словам на -ій притяжательного склонения (в котором -ій принадлежит основе и при склонении переходит в мягкий знак): волчій — волчьяго, третій — третьяго. В противном случае писалось окончание -ого, -его: земляной — земляного, этотъ — этого, самъ — самого, чей — чьего.
  - Помощь в запоминании этого правила может оказать положение ударения. Исключая местоимения на -ого и -его (нашего, вашего), без ударения в окончании пишется -аго, -яго, под ударением (на любом гласном окончания) пишется -ого, ср.: Яблоки са́маго лу́чшаго сорта. — Я видѣлъ недавно самого́ царя.
- Окончание творительного падежа III склонения имело два орфографических варианта (в ряде случаев, возможно, отражавших произношение): основное -ію и его вариант -ью.
  - В учебнике начала XX века (1915 год) можем видеть формы костію, тростію.
  - В учебнике 1879 года[14] представлен только один вариант — -ью (хотя в самом тексте учебника встречаются слова и на -ію).
  - В книгах встречаются вперемешку и те и эти формы.
- Слова предложного падежа среднего рода, оканчивающиеся на -ье, могли иметь окончание -ьи: о платьи, в призваньи.
- В женском и среднем роде вместо окончаний -ые, -ие употреблялись окончания -ыя, -ія: русскія пѣсни, новыя кресла. Окончания -ые, -іе употреблялись со словами мужского рода: новые столы, хорошіе дома. При перечислении слов женского и среднего рода употреблялось окончание -ыя, -ія: новыя пѣсни, кресла и мечты. Для обозначения совокупностей, в которых участвовали существительные мужского рода, употреблялось окончание -ые, -ie: новые журналы, книги и изданія[15].
- В женском роде вместо они писали (в ряде случаев и произносили) онѣ. В прочих родах и при перечислении слов разных родов — они.
- В женском роде также употреблялись слова однѣ, однѣхъ, однѣмъ, однѣми. В прочих родах — одни, однихъ, однимъ, одними.
- Местоимение её (неё) в современном русском языке может значить три разных формы:
  - местоимение она в родительном падеже: в дореформенной орфографии писалось (а в стихах могло и произноситься) как ея (нея);
  - местоимение она в винительном падеже: в дореформенной орфографии писалось как её (неё);
  - притяжательное местоимение (вопрос — чья?): в дореформенной орфографии писалось как ея, например: Онъ взялъ ея (чью?) книгу и отдалъ ее (книгу, вин. пад.), навсегда ея (родит. пад., чего?) лишившись.
- На усмотрение автора указательное местоимение эти в женском роде могло писаться как этѣ, например: Этѣ груши вкуснѣе, чѣмъ эти апельсины.
- Правила переноса слов были немного сложнее, чем современные[16].
  - Не допускалось дробление приставок: раз-вязать, а не ра-звязать.
  - Суффиксы -ств- и -ск- писались нераздельно.
  - Сочетания -бл-, -пл-, -вл-, -фл-, -мл-, -жд-, представляющие изменения губных и зубных согласных, не разделялись: лю-блю, тер-плю, кро-вля, зе-мля, жа-жду, насла-жденіе.
  - Сочетание -кс- в иностранных словах не разделялось: Але-ксандръ, синта-ксисъ.
  - Когда согласная отделена буквой ь от следующей согласной, то этой последней начинается новый слог: день-ги, дѣть-ми, толь-ко, Оль-га.
  - Мягкая гласная, отделённая буквой ь от предшествующей согласной, составляет с ней один слог: крес-тья-нинъ, се-мья-нинъ, пла-тьемъ.
  - При переносе сложных слов нужно сообразовываться с их составом: вос-токъ, вы-звать, со-всѣмъ, не-сносный, со-зданъ, без-дна, земле-трясеніе.
  - В учебнике 1877 года имеются также следующие указания:

Иностранныя слова переносятся по правиламъ грамматики того языка, изъ котораго заимствованы, если это не противорѣчитъ просодическому дѣленію нашего: шлаг-баумъ, а не шлагба-умъ; Луа-ра, а не Лу-ара (ибо au и oi въ словахъ Schlagbaum, Loire — дифтонги); но не мон-архъ (μόν-αρχος), Ев-ангеліе (ἐυ-αγγέλιον), кат-ехизисъ (κατ-ήχησις), миз-антропъ (μισ-άνθρωπος): а мо-нархъ, Еван-геліе, катехи-зисъ, ми-зан-тропъ.

### Тонкости орфографии

#### Написание и произношение
Сочетание букв ъи произносилось как [ы]. В начале XX века перестало употребляться, но встречается в книгах, изданных ранее. Сочетание букв іе иногда произносилось как [ј’э] (= е): Іегова, Іерусалимъ ([ј’эрусʌл’им] и [иј’эрусʌл’им]), Іеменъ, іена. Сочетание букв іо иногда произносилось как [ј’o] (= ё, йо): іотъ, маіоръ, раіонъ. Сочетание букв іу иногда произносилось как [ј’у] (= ю): Іудиѳь, Іуліанъ, но [иу]да. Указанные сочетания гласных с буквой i встречаются по большей части в начале слов. Различие в произношении до революции и сейчас заметно только в двух случаях: Іегова и Іерусалимъ (впрочем, последнее слово могло произноситься так же, как и сейчас).
В современном русском языке в слове иена первые две гласные также произносятся как [ј’э].

#### Правописание букво,ёпосле шипящих
В корне слова правописание о — ё определялось обычаем (чаще всего писалась о): жолобъ, жолудь, чортъ, шопотъ. В окончаниях писалась ё: пажёмъ, Ильичёмъ, мечёмъ, грошёмъ. Впрочем, Яков Грот предписывал иное правописание: в открытых слогах употреблять о (шо-потъ, шо-рохъ, жо-лудь), а в закрытых — ё (жёст-кій, шёлкъ, счётъ). Однако Грот допускал исключения: в словах свѣжо, хорошо, горячо; в дифтонге ой (чужой, большой); в суффиксе -ок (сверчокъ, пушокъ, кружокъ); в фамильных именах (Балашовъ, Борщовъ, Чижовъ) — писать о. Позволительно было также писать о в творительном падеже единственного числа существительных имён: ножомъ, палашомъ, плечомъ, душою, свѣчою. К исключениям из этих правил относятся слова ещё, чортъ, вечоръ, самъ-шостъ, душонка, шовъ. Помимо этого, академик предписывал употреблять жо́ны для отличия от жены́.

#### Удвоение согласных на письме
В XIX веке во многих иноязычных словах сохранялось удвоенное написание согласных. Писали: галлерея, аппартаменты, корридоръ, следуя языку-первоисточнику.

#### Сокращения слов и аббревиатуры
При сокращении слов и в аббревиатурах обязательно ставились точки: статскій совѣтникъ — с. с., дѣйствительный тайный совѣтникъ — д. т. с., Министерство Внутреннихъ Дѣлъ — М. В. Д., Союзъ Совѣтскихъ Соціалистическихъ Республикъ — С. С. С. Р., Сѣверо‑Американскіе Соединённые Штаты — С.‑А. С. Ш. Сокращать слово предпочтительнее было не до первой буквы, как ныне: Учёный Комитетъ — Учён. Ком. (а не У. К.), Министерство Народнаго Просвѣщенія — Мин. Нар. Пр. (а не М. Н. П.), Акціонерное Общество — Акц. Общ. (а не А. О.), Россійская Имперія — Рос. Имп. (а не Р. И.).

#### Надстрочные знаки
Над словом что было принято ставить ударение, различая типы слов. Ударением обозначалось местоимение что́ в именительном или винительном падеже для отличия от сходного с ним союза что: Ты знаешь, что́ тебѣ полезно. — Ты знаешь, что тебѣ полезно ученіе. Буквы ё и й считались вариантами е и и соответственно с надстрочными знаками.

#### Пунктуация
В конце заголовков обязательно ставились точки. Тире могло ставиться между предложениями для показания резкого противопоставления или — для экономии места — в тех местах, где следовало бы поставить абзац: Люди утверждаютъ, что Бога нѣтъ. — Абсурдъ несутъ полный; Средняя высота С.‑Амер. Соед. Штатовъ 648 метровъ (по Тонеру). — Поверхность страны естественно дѣлится на три части: центральную равнину и на два горныхъ пояса: Аппалачскій и Скалистый. — Вост. часть (старѣйшая часть Союза), Аппалачская система представляетъ изъ себя область…

#### Титулы и названия периодических изданий и книг
С заглавной буквы писались официальные российские титулы Императорского дома, а также обращения (титулования): Государь Императоръ, Медаль въ память коронованія Ихъ Императорскихъ Величествъ, Высочайше утверждено, Ваше Императорское Величество, Ваше благородіе. В официальных документах нередко все буквы слов, обозначающих Императора, включая местоимения, набирались капителью. Титулы церковные (архиереев) в нецерковных документах и литературе обычно писались со строчной буквы.
С заглавной буквы писались все слова в названиях периодических изданий и книг: Дѣянія Святыхъ Апостоловъ, Исторія Государства Россійскаго, Московскій Вѣстникъ, Новое Время.

## Изменения в орфографии на протяжении XVIII—XX веков

### XVIII — первая половина XIX века
В XVIII — начале XIX века встречалась орфографическая запись окончаний -ій, -ый в м. р. ед. ч. через -ой (сообразно старомосковской орфоэпии), особенно после заднеязычных: то́нкой, ди́кой, новой, вместо то́нкій, ди́кій, новый. Обратное явление, встречающееся в тот же период, — церковнославянская запись ударного окончания -ый вместо -ой: вторы́й, шесты́й, седьмы́й, лѣсны́й — имело соответствие в произношении.
1847 год: «роздѣ́лъ, устар., то же, что раздѣ́лъ»; «роздѣ́льный, устар., то же, что раздѣ́льный»; «розмѣ́нный, устар., то же, что размѣнный». Позже, во второй половине XIX века, в трудах Грота и во всех учебниках указывается, что приставка роз- пишется через о, только если на неё падает ударение. Этот принцип (пример, когда этимологический принцип написания уступил фонетическому) принят и в современной русской орфографии.

### Вторая половина XIX века
1860 год: «На стыке приставки и корня принято было писать ъи. Но в словах с корнями играть и искать ъи перешло в ы: сыскать, розыскъ, сыграться, разыграть (вместо съискать, розъискъ, съиграться, разъиграть)».
1879 год: «Пишут ъи: безъискусственный, предъидущій, а не безыскусственный, предыдущий. В словах языка обыденного употребления в таком случае пишут и ы: розыгрышъ, обыскъ».
1882 год: в середине XIX века ещё можно встретить такие формы слов, как рядоваго, втораго (произносились как рядово́го, второ́го), которые к началу XX века были заменены на рядового, второго.
К концу XIX века ещё не вполне установилось правописание глаголов с суффиксами -ив, -ыв. Так, писали: разсмотривать и разсматривать, устроивать и устраивать, уполномочивать и уполномачивать.
Также Грот упоминает о прежнем употреблении буквы ѣ в словах двѣстѣ и этѣ, однако уже во второй половине XIX века многие писали двѣсти и эти.

### Начало XX века
В XIX веке можно заметить частое употребление дефиса. Он употреблялся между словом и частицами бы, ли, же, в сочетаниях типа то-есть, только-что, такъ-называемый, какъ-будто, в словах, не входящих в состав предложения (вводных словах): можетъ-быть, должно-быть, такъ-сказать, стало-быть, такимъ-образомъ. Предположительно, в начальный период XIX века дефис употреблялся ещё чаще.
В середине и во второй половине XIX века можно ещё встретить такие написания, как предъидущій, отъименный. Академик Грот призывал заменить их на отыменный, предыдущій. И в начале XX века в учебниках уже не встретишь форму предъидущій. В 1904 году: «В некоторых случаях (теперь уже редких) сочетание ъи имеет звуковое значение ы: разъигрывать, розъигрышъ (обыкновенно теперь так и пишут: разыгрывать)». В 1915 году вместо ъи писали ы. Однако не все пожелания Грота закрепились на практике. Так, Грот предписывал писать гигіэна и итти. Но на практике встречались гигіэна и гигіена, итти и идти. Написание итти после реформы употреблялось до 1956 года. Встречались варианты написания слов со звуком [ј’]: маіоръ и майоръ, Нью-Іоркъ и Нью-Йоркъ, серіозно и серьёзно и многие другие.
Слов с вариантами написания в дореформенной орфографии было большое количество. Это различия в написании некоторых отдельных слов середины XIX века и начала XX века. А также отличие написания некоторых слов начала XX века от современных.
К началу XX века оставались следующие слова, отличные от современных написанием: идти — итти, галерея — галерея, номеръ — нумеръ.

## Вывод из употребления
Хотя декрет о переходе на реформированную орфографию был издан в декабре 1917 года (с началом действия с 1 января ст. ст. 1918 года), печать и делопроизводство в Советской России смогли перейти на новое правописание в основном только в октябре 1918 года.
На территориях Российской империи, где ещё не была установлена советская власть, прежнюю орфографию продолжали использовать по разным причинам. Впоследствии в основных центрах русской белой эмиграции эта традиция продолжалась вплоть до второй половины 1940-х годов с некоторыми модификациями. Так, в некоторых издательствах и органах печати отказались от твёрдого знака на конце слов, фиты или ижицы. Парижская монархическая газета «Возрождение» выходила без фиты (Федоръ, орфографія). В ряде периодических изданий (например, в парижской газете «Русская мысль») практика использования старой орфографии продлилась до начала так называемой третьей волны эмиграции из СССР.
В СССР до конца 1920-х годов ряд научных публикаций (в том числе начатых набором до 1918 года) продолжал выходить в старой орфографии. Позже дважды осуществлялся крупный проект по переизданию 4-томного Толкового словаря В. И. Даля: в 1935 (5-е издание) и в 1955 году (6-е издание), причём последнее — тиражом 100 тыс. экземпляров. При этом издание 1955 года было не стереотипным повторением (как, например, 4-е издание 1913 года, печатавшееся с готовых матриц 3-го), а представляло собой воспроизведение словаря путём повторного набора его второго издания 1880—1882 годов с исправлением опечаток.
Официальное издательство Русской православной церкви заграницей продолжает выпускать книги (как переиздания старых, так и новые) в дореформенной орфографии. Например, используются формы на -аго (статья архимандрита Аверкия «Душевность и духовность» 1948 года).
При этом употребление апострофа вместо разделительного твёрдого знака вызвано именно введением новой орфографии в 1917—1918 годах. В 1920—1930-е годы (в газетах — до 1950-х) в пределах Советской России и СССР апостроф часто применялся вместо буквы ъ (об’явление вместо объявление). Спорадически такое употребление встречалось (хотя уже вне книг и прессы) и позже, на протяжении всего XX века, а иногда даже в более позднее время. Использование апострофа было следствием распространённой в первые годы Советской власти практики полного изъятия из типографского набора твёрдого знака (заодно с ятем, и десятеричным и фитой) и того, что в некоторых дешёвых моделях пишущих машинок буква ъ вообще отсутствовала (её, апостроф и все виды кавычек заменял единственный знак «"»). Сделанные в 1920-е годы рельефные надписи с апострофом: «Под’езд 1», «Под’езд 2» и т. д. — в наше время можно видеть над подъездами московского Политехнического музея.

## Старая орфография в современной России

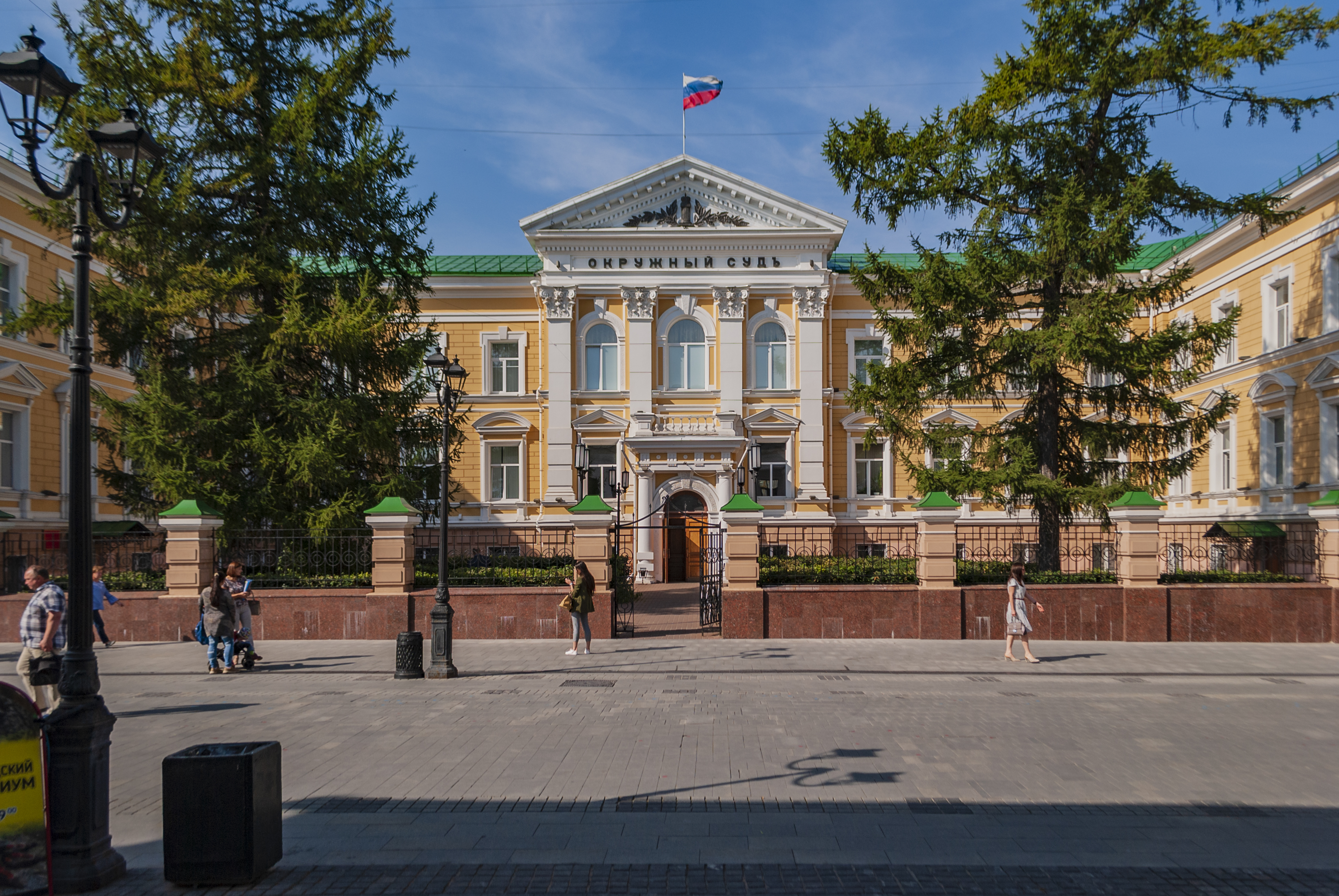
Здание Нижегородского областного суда, построено в 1896 году. В 2010 году на фасаде здания восстановлена дореволюционная вывеска «Окружный судъ»

Во время перестройки и в начале 1990-х годов в СССР и России печатались многочисленные репринты дореволюционной (иногда эмигрантской) литературы, изданной по старой орфографии. Были изданы руководства по старому правописанию: «Краткое пособие по старой орфографии русского языка» В. В. Асмуса, «Краткие правила русской национальной орфографии» И. А. Кучерова.
В Интернете появились, помимо отдельных текстов и собраний публикаций, целые сайты, целиком набранные в старой орфографии.
Элементы дореформенной орфографии используются, нередко с ошибками, в рекламе и на вывесках.

### Возможность создавать тексты и работать с ними по правилам старой орфографии
- Существует ряд сайтов, позволяющих производить набор текста в старой орфографии, его распечатку и сохранение.
- Символы дореформенной кириллицы поддерживаются во второй версии Типографской раскладки Ильи Бирмана.
- В программе распознавания текста ABBYY FineReader начиная с версии 10 появилась поддержка распознавания дореформенной кириллицы[34], а с версии 12 (2014 года) — полноценная словарная поддержка[35].